# Apteronotidae
Apteronotidae é uma família de peixes da ordem Gymnotiformes.

## Classificação
Família Apteronotidae
- Gênero Adontosternarchus
  - Adontosternarchus balaenops (Cope, 1878)
  - Adontosternarchus clarkae Mago-Leccia, Lundberg & Baskin, 1985
  - Adontosternarchus devenanzii Mago-Leccia, Lundberg & Baskin, 1985
  - Adontosternarchus nebulosus Lundberg & Fernandez, 2007
  - Adontosternarchus sachsi (Peters, 1877)
- Gênero Apteronotus
  - Apteronotus albifrons (Linnaeus, 1766)
  - Apteronotus apurensis Fernández-Yépez, 1968
  - Apteronotus bonapartii (Castelnau, 1855)
  - Apteronotus brasiliensis (Reinhardt, 1852)
  - Apteronotus camposdapazi de Santana & Lehmann, 2006
  - Apteronotus caudimaculosus Santana, 2003
  - Apteronotus cuchillejo (Schultz, 1949)
  - Apteronotus cuchillo Schultz, 1949
  - Apteronotus ellisi (Alonso de Arámburu, 1957)
  - Apteronotus eschmeyeri Santana, Maldonado-Ocampo, Severi & Mendes, 2004
  - Apteronotus galvisi de Santana et al., 2007
  - Apteronotus jurubidae (Fowler, 1944)
  - Apteronotus leptorhynchus (Ellis, 1912)
  - Apteronotus macrolepis (Steindachner, 1881)
  - Apteronotus macrostomus (Günther, 1870)
  - Apteronotus magdalenensis (Miles, 1945)
  - Apteronotus mariae (Eigenmann & Fisher, 1914)
  - Apteronotus milesi de Santana & Maldonado-Ocampo, 2005
  - Apteronotus rostratus (Meek & Hildebrand, 1913)
  - Apteronotus spurrellii (Regan, 1914)
- Gênero Compsaraia
  - Compsaraia compsa (Mago-Leccia, 1994)
  - Compsaraia samueli (Albert & Crampton, 2007)
- Gênero Magosternarchus
  - Magosternarchus duccis Lundberg, Cox Fernandes & Albert, 1996
  - Magosternarchus raptor Lundberg, Cox Fernandes & Albert, 1996
- Gênero Megadontognathus
  - Megadontognathus cuyuniense Mago-Leccia, 1994
  - Megadontognathus kaitukaensis Campos-da-paz, 1999
- Gênero Orthosternarchus
  - Orthosternarchus tamandua (Boulenger, 1898)
- Gênero Parapteronotus
  - Parapteronotus hasemani (Ellis, 1913)
- Gênero Pariosternarchus
  - Pariosternarchus amazonensis Albert & Crampton, 2006
- Gênero Platyurosternarchus
  - Platyurosternarchus macrostomus (Günther, 1870)
- Gênero Porotergus
  - Porotergus gimbeli Ellis, 1912
  - Porotergus gymnotus Ellis, 1912
- Gênero Sternarchella
  - Sternarchella curvioperculata Godoy, 1968
  - Sternarchella orthos Mago-Leccia, 1994
  - Sternarchella schotti (Steindachner, 1868)
  - Sternarchella sima Starks, 1913
  - Sternarchella terminalis (Eigenmann & Allen, 1942)
- Gênero Sternarchogiton
  - Sternarchogiton labiatus de Santana & Crampton, 2007
  - Sternarchogiton nattereri (Steindachner, 1868)
  - Sternarchogiton porcinum Eigenmann & Allen, 1942
  - Sternarchogiton preto de Santana & Crampton, 2007
- Gênero Sternarchorhamphus
  - Sternarchorhamphus muelleri (Castelnau, 1855)
- Gênero Sternarchorhynchus
  - Sternarchorhynchus britskii Campos-da-Paz, 2000
  - Sternarchorhynchus curumim de Santana & Crampton, 2006
  - Sternarchorhynchus curvirostris (Boulenger, 1887)
  - Sternarchorhynchus mesensis Campos-da-Paz, 2000
  - Sternarchorhynchus mormyrus (Steindachner, 1868)
  - Sternarchorhynchus oxyrhynchus (Müller & Troschel, 1849)
  - Sternarchorhynchus roseni Mago-Leccia, 1994
- Gênero Tembeassu
  - Tembeassu marauna Triques, 1998